# Areyonga eremica
Areyonga eremica är en stekelart som beskrevs av Ian D. Gauld 1984. Areyonga eremica ingår i släktet Areyonga och familjen brokparasitsteklar. Inga underarter finns listade.